# Fehlingov reagent
Fehlingov reagent je kemijski reagent, ki se uporablja za razlikovanje med vodotopnimi ogljikohidratnimi in ketonskimi funkcionalnimi skupinami in kot test za nereducirajoče in reducirajoče sladkorje ter kot dopolnilno testa s Tollensovim reagentom. Test je leta 1849 razvil nemški kemik Hermann von Fehling.

## Laboratorijska priprava
Fehlingov reagent se pripravlja z mešanjem dveh raztopin, znanima kot Fehlingova raztopina A in Fehlingova raztopina B. Fehlingova raztopina A je vodna raztopina bakrovega(II) sulfata, ki je temno modre barve. Fehlingova raztopina B je brezbarvna raztopina vodnega kalij natrijevega tartrata v močno alkalnem, pogosto z natrijevim hidroksidom. Običajno se uporablja L-tartrat. Bakrov(II) kompleks v Fehlingovem reagentu je oksidant in aktivni reagent pri testu.
Temno modra učinkovina v Fehlingovem reagentu je kompleks Cu2+z bis(tartratom). Tartratni tetraanioni služijo kot bidentatni alkoksidni ligandi.

## Uporaba reagenta
Fehlingov reagent se lahko uporablja za razlikovanje aldehidne od ketonske funkcionalne skupine. Preiskovana snov se doda Fehlingovemu reagentu in zmes segreje. Aldehidi se oksidirajo, kar daje pozitiven rezultat, ketoni pa ne reagirajo, razen če gre za α-hidroksiketone. Bistartratokupratni(II) kompleks oksidira aldehid do karboksilatnega aniona, Cu2+ ioni v kompleksu pa se reducirajo do Cu+ ionov. Rdeč bakrov(I) oksid se nato obori iz reakcijske zmesi, kar kaže na pozitiven rezultat, torej je redoksreakcija potekla (to je isti pozitivni rezultat, kot ga daje Benediktov reagent). Negativen rezultat je odsotnost rdeče oborine. Treba je omeniti, da Fehlingov reagent ne bo deloval pri aromatskih aldehidih; v tem primeru je treba uporabiti Tollensov reagent.
Fehlingov test se lahko uporablja kot splošni test za monosaharide in druge reducirajoče sladkorje (npr. maltozo). Daje pozitiven rezultat za aldozne monosaharide (zaradi oksidirajoče aldehidne skupine), vendar pa tudi za ketozne monosaharide, ki se pretvorijo v aldoze zaradi prisotnosti baze v reagentu in nato prav tako dajejo pozitiven rezultat.
Fehlingov reagent se lahko uporablja za merjenje glukoze v urinu in potemtakem odkrivanje sladkorne bolezni. Druga uporaba je pri razgradnji škroba za pretvorbo v glukozni sirup in maltodekstrine, da bi s tem izmerili količino reducirajočega sladkorja, kar daje informacijo o dekstroznem ekvivalentu (DE) škrobnega sladkorja.
Tudi mravljična kislina (HCOOH) daje pozitivni rezultat pri Fehlingovem testu, kot tudi pri Tollensovem in Benediktovem. Pozitivni testi se skladajo s tem, da se zlahka oksidira do ogljikovega dioksida.

## Varnost
Natrijev hidroksid v reagentu je jedek.